# Федюкова, Мария Андреевна
Мария Андреевна Федюкова (Мелехова) (6 октября 1923 года — 20 марта 1995 года) — гвардии младший лейтенант медицинской службы, военфельдшер, участник Великой Отечественной войны.

## Биография
Родилась 6 октября 1923 года в селе Казарь Рязанского района Рязанской области. В 1938—1941 годах училась в Рязанском медицинском техникуме, на фельдшерском отделении. В начале войны работала в Мурминской участковой больнице. На фронте с 1942 года в составе 39-й стрелковой дивизии, была фельдшером приёмно-сортировочного взвода, участница Сталинградской битвы. В конце августа 1942 года попала под бомбёжку, когда разгружала раненых с передовой, была ранена, но от лечения в госпитале отказалась, продолжала спасать раненых. Из развалин завода «Красный Октябрь» сама лично вывела и вынесла 200 раненых, её группа эвакуировала на левый берег Волги более 500 человек. С 30 сентября 1942 года медико-санитарный батальон вошёл в состав 62-й Армии и Мария Андреевна руководила хирургической группой эвакуаторов. После Сталинградской битвы  принимала участие в освобождении Белоруссии (Барановичи), Украины (Николаев), Румынии, Венгрии, победу встретила в Вене. После войны вернулась на родину. В селе Казарь работала  фельдшером, в 1953—1957 годах в посёлке Никуличи была сестрой милосердия Октябрьского районного отделения Общества Красного Креста и Красного Полумесяца, ухаживала за инвалидами Великой Отечественной войны, помогала, а также оказывала медико-социальную помощь одиноким престарелым фронтовикам. С 1957 года работала медицинской сестрой поликлиники № 9 в посёлке Никуличи.
Мария Андреевна Федюкова 25 декабря 1981 года была награждена медалью имени Флоренс Найтингейл за подвиги по спасению жизни раненых в годы Великой Отечественной войны, почётный донор СССР, свою первую дачу крови Мария Андреевна отдала раненым в годы войны, награждена орденами и медалями.
Скончалась 20 марта 1995 года, похоронена на местном кладбище в селе Никуличи.

## Награды
- Отечественной войны I степени,
- Отечественной войны II степени медалями,
- Медаль «За отвагу»,
- Медаль «За боевые заслуги»,
- Медаль «За оборону Сталинграда»,
- Медаль имени Флоренс Найтингейл,
- Знак «Отличник санитарной службы»,
- Почётный донор СССР.